# São Martinho (navire)
Pour les articles homonymes, voir São Martinho.
Le São Martinho ou San Martín (ce qui signifie Saint Martin), construit comme un galion de la Marine portugaise, devient le navire amiral du duc de Medina Sedonia, commandant en chef de la force d'invasion de l'Armada espagnole en route vers l'Angleterre, appelé Invincible Armada. 
Lorsque le Royaume du Portugal passe sous la coupe du roi Philippe II d'Espagne (Philippe Ier de Portugal), en 1580, les Portugais terminent la construction d'un grand galion appelé São Martinho. Les Castillans l’appellent San Martín. Au moment de former l'Invincible Armada, le São Martinho est le meilleur navire de la flotte et il est choisi comme navire amiral du commandant en chef de l'Armada, le duc de Medina Sidonia. 
Le São Martinho a une longueur totale d’environ 180 pieds, une largeur d’environ 40 pieds. Il emporte 48 lourds canons sur deux ponts fermés, ainsi que de nombreuses armes plus petites. Selon un tableau d'Hendrik Cornelisz Vroom, au National Maritime Museum, à Greenwich, le São Martinho a trois mâts, deux mâts à gréement carré et un mât d’artimon à voile latine. On le montre avec une galerie arrière et la poulaine caractéristique d'un galion. Le mât d’artimon  est placé en avant du gaillard d’arrière. 
Le São Martinho et son équipage jouent un rôle crucial dans la défense de l’Armada dans la Manche. Un exemple tient dans les combats qui se déroulent du 31 juillet au 2 août 1588, au large des côtes anglaises à Calais, tel que le sauvetage ordonné par Medina Sidonia du galion São João, commandé par Juan Martinez de Recalde, qui après des réparations et en essayant de rejoindre la formation, est intercepté et confronté seul à 12 galions anglais et galions rasés. Au cours de ce processus, les São Martinho combat pendant une heure, quasiment isolé, contre 15 galions anglais. Howard, cependant, choisit de garder une certaine distance, empêchant toute approche ultérieure et abandonnant le combat en duel au canon des deux côtés. 
Le São Martinho subit de lourdes avaries lors de la bataille de Gravelines en juillet 1588, lorsqu'un groupe de navires anglais dirigés par le Revenge de Sir Francis Drake l'attaque. Avec l'aide du galion São Mateus, il échappe à l'attaque et ramène l'Armada en Espagne au cours d’une violente tempête, où il doit être remorqué jusqu'au port de Santander. En raison d'une tempête, le São Martinho doit se réfugier à Laredo, où Medina Sidonia retrouve dans le port, la galléasse Napolitana et d'autres navires; l'équipage du navire en grande partie malade et lui-même dans un triste état. 